# Dysrhoe
Dysrhoe is een geslacht van vlinders van de familie spanners (Geometridae), uit de onderfamilie Larentiinae.

## Soorten
- D. olbia (Prout, 1911)
- D. rhiogyra (Prout, 1932)